# Landhuis Oud-Crailoo
Landhuis Oud-Crailoo, aan de Museumlaan 1 in de Nederlandse plaats Huizen (provincie Noord-Holland), is een gebouw dat deel uitmaakte van het voormalige landgoed Crailo. Het bestaat uit een in circa 1856 gebouwde huis, gebouwd in Neoclassicistische bouwstijl, met een tuinmanswoning, koetshuis en entreehekken. Het geheel is met de twee toegangshekken erbij en grenspalen een rijksmonument.

## Geschiedenis
Op de plaats waar nu ongeveer het huidige landhuis staat, stond eerst een ouder landhuis. Het landgoed wat toen door de Amsterdammer Kiliaen van Rensselaer gesticht werd in de 17de eeuw, was centraal gelegen in het Gooi. Rensselaer, die bewindhebber was bij de West-Indische Compagnie investeerde in het ontginnen van de heide en het ontwikkelen van een landgoed op deze plek, die niet ver gelegen was van de doorgaande weg van Naarden naar Amersfoort.
Het landgoed, wat bijna 200 jaar in de familie Rensselaer is gebleven, werd opgesplitst in Noord- en Zuid-Crailo.
Noord-Crailo werd rond 1821 verkocht aan de gefortuneerde heer Arend Roosenboom, die later burgemeester van Huizen werd.
Later kocht de heer H.C.  Hooft Graafland Zuid-Crailo als buitenverblijf. In 1853 werd dit bezit weer verkocht aan Lambertus Langerhuizen. 
Diens zoon Pieter Langerhuizen kocht in 1879 de buitenplaats Noord-Crailo aan, waardoor het historische landgoed Crailo weer verenigd was. Pieter Langerhuizen, toen burgemeester van Huizen en van Bussum en tevens een liefhebber van kunst en wetenschap, bouwde op het landgoed ook een eigen museum gelegen aan het einde van de Museumlaan. Aan het einde van zijn leven verkoopt Pieter Langerhuizen Crailoo in stukken om villabouw mogelijk te maken en tussen 1918 en 1978 wisselt Oud-Crailoo vaak van eigenaar.

## Landhuis Oud-Crailoo
Het huidige landhuis werd gebouwd in 1856, in een neoclassicistische bouwstijl. In 1923 werd er een verbouwing gedaan door de architect Wouter Hamdorff, hierbij werd de oorspronkelijke entree verplaatst naar de noordwestelijke kant. De tuin werd in latere fase door de tuinarchitect J.D. Zocher jr. ontworpen. 

### Huidige status
Het landhuis met zijn sterk ingekrompen park, door villa bebouwing eromheen wordt particulier bewoond en is niet toegankelijk voor publiek.
Het naastgelegen natuurgebied het Crailose Bos laat nog gedeeltelijk zien hoe het oorspronkelijke landgoedbos was, inclusief akkerlanden.

## Galerij

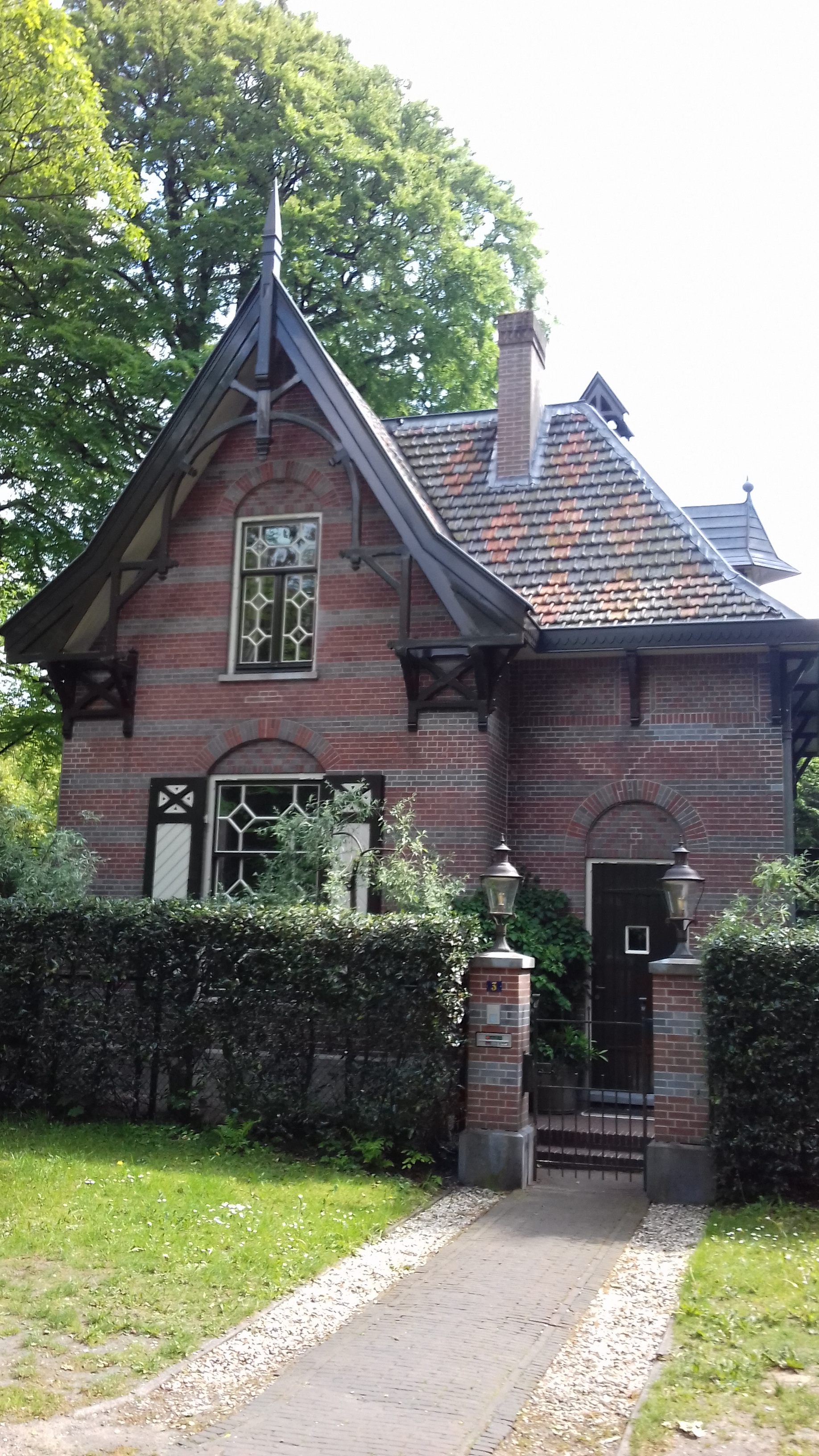
Tuinmanswoning Oud-Crailoo, voorkant
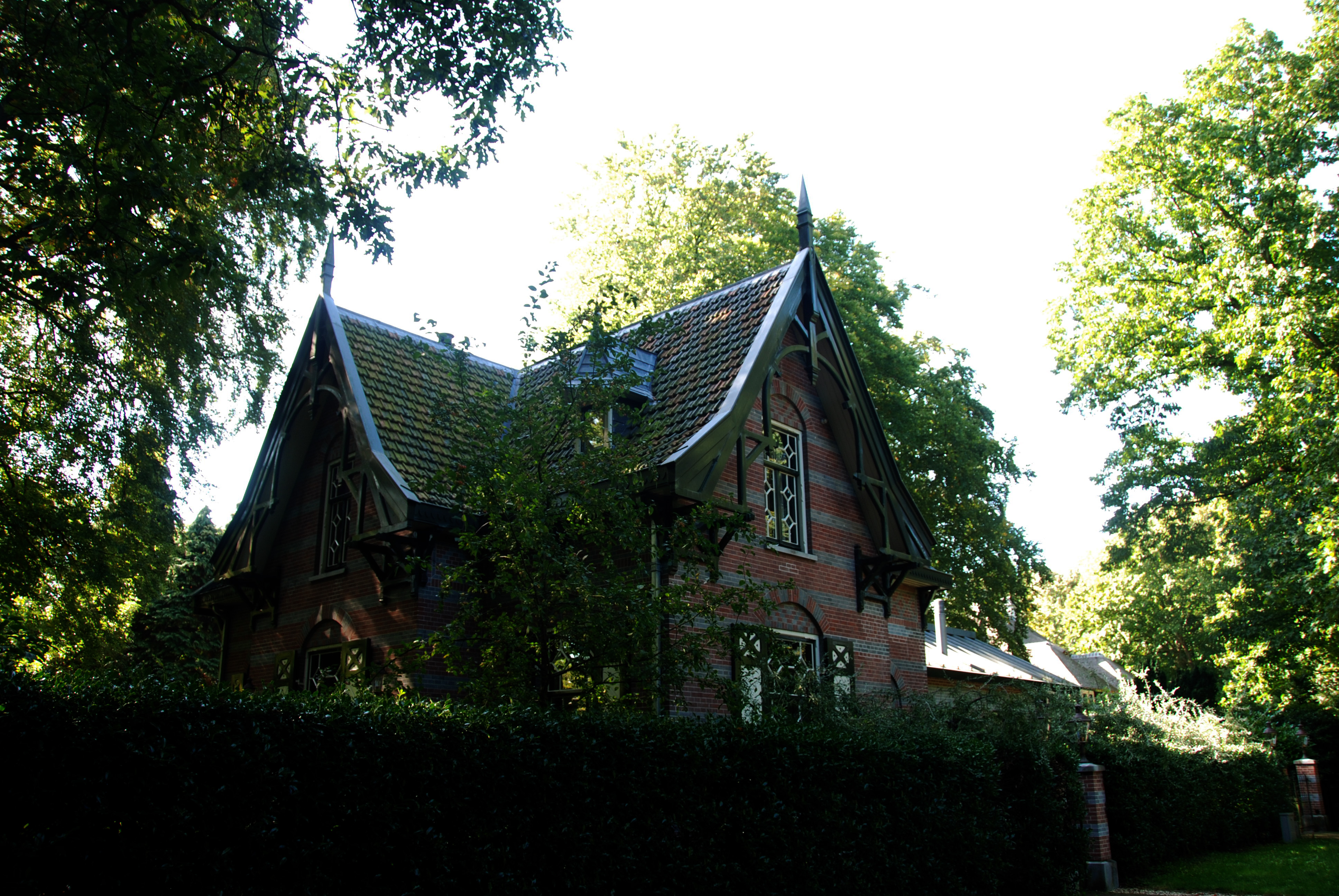
Tuinmanswoning Oud-Crailoo, zijkant
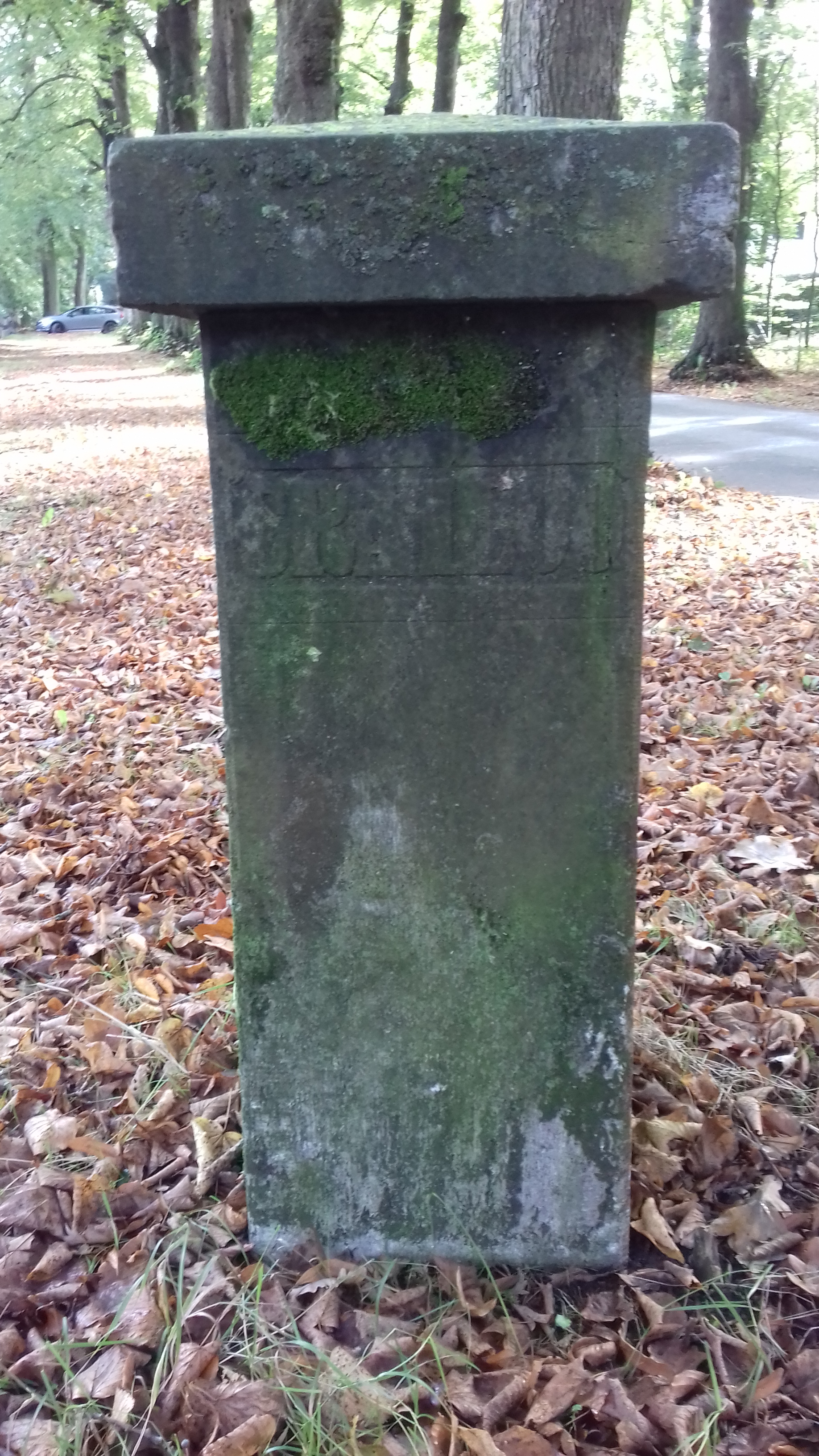
Stenen grenspaal Landgoed Crailoo
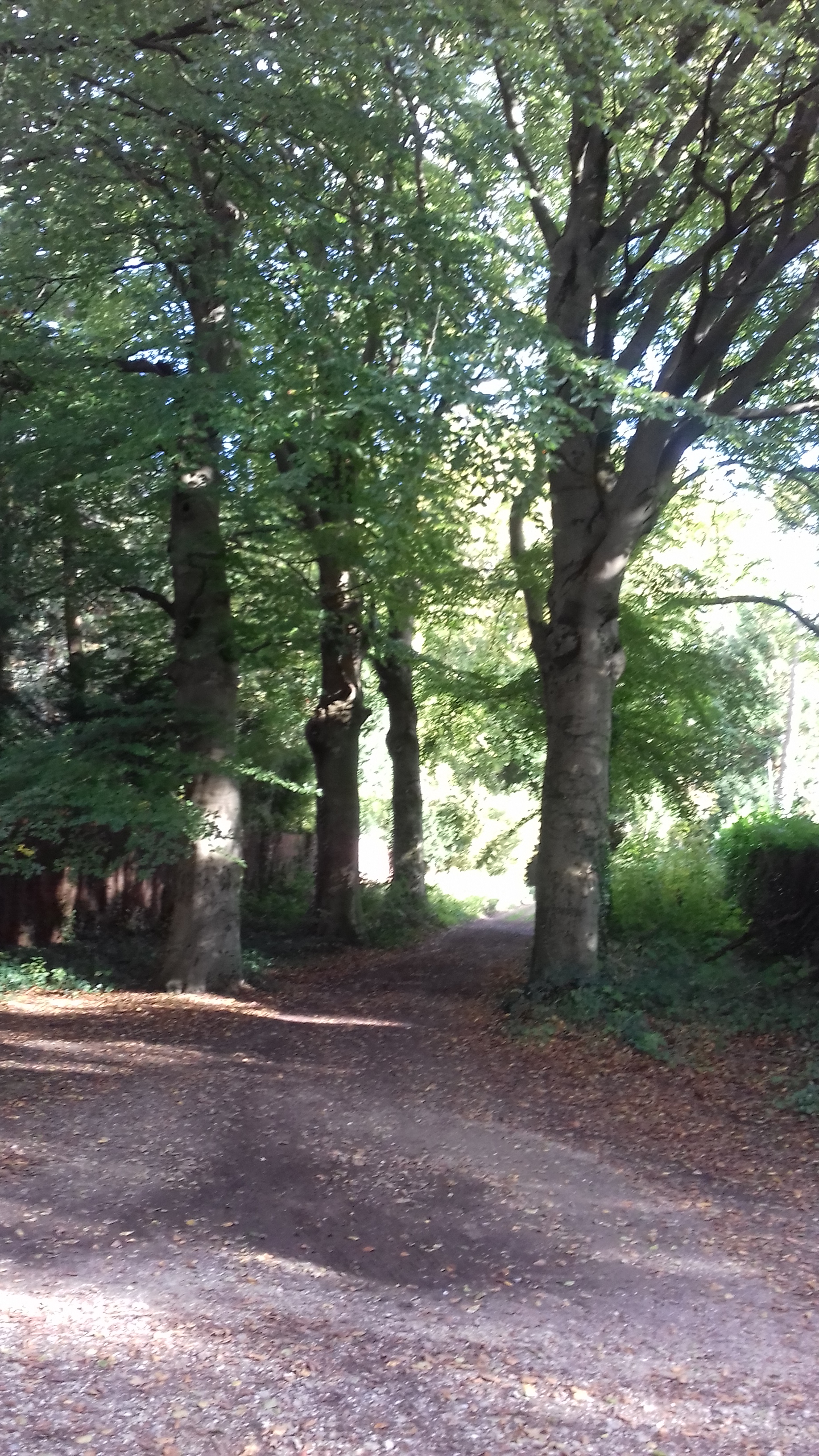
Oude oprijlaan Landgoed Crailoo